# Cape Ann

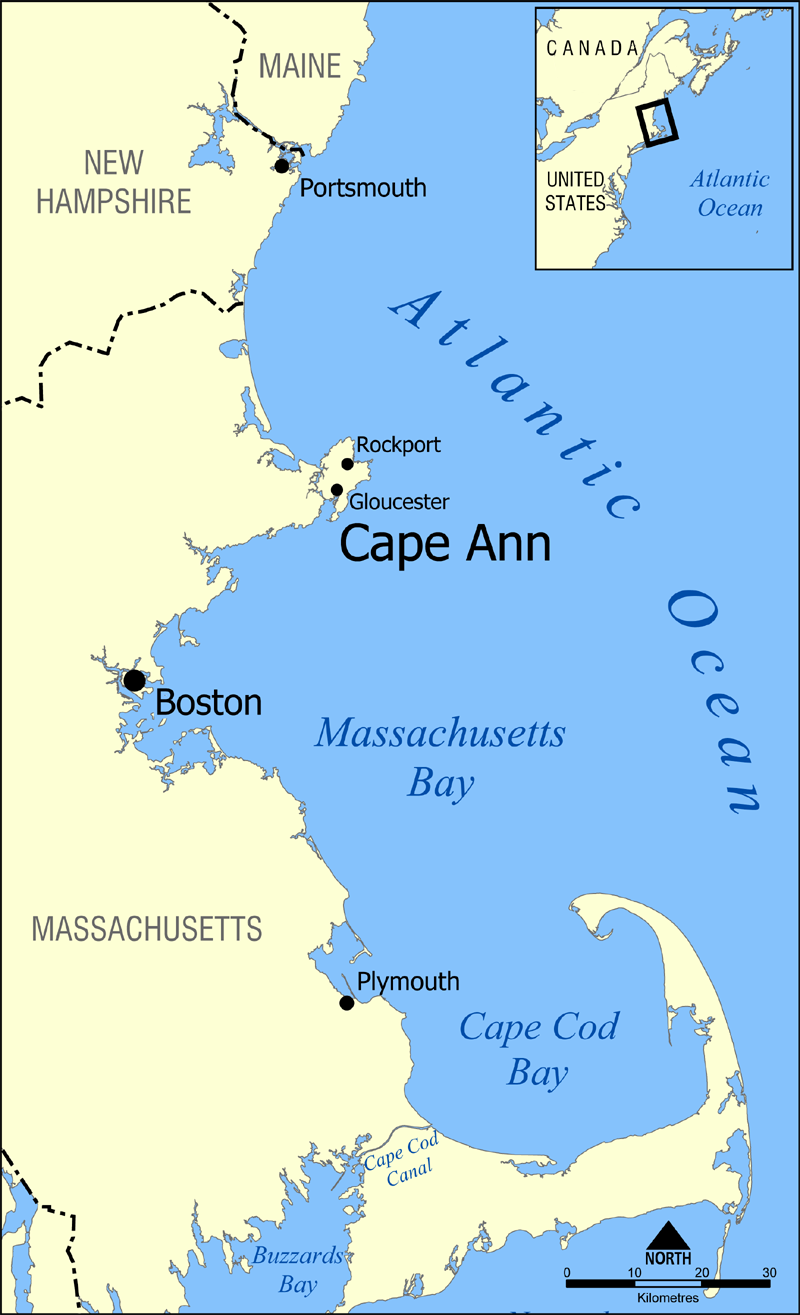
Östra Massachusetts, med Cape Ann

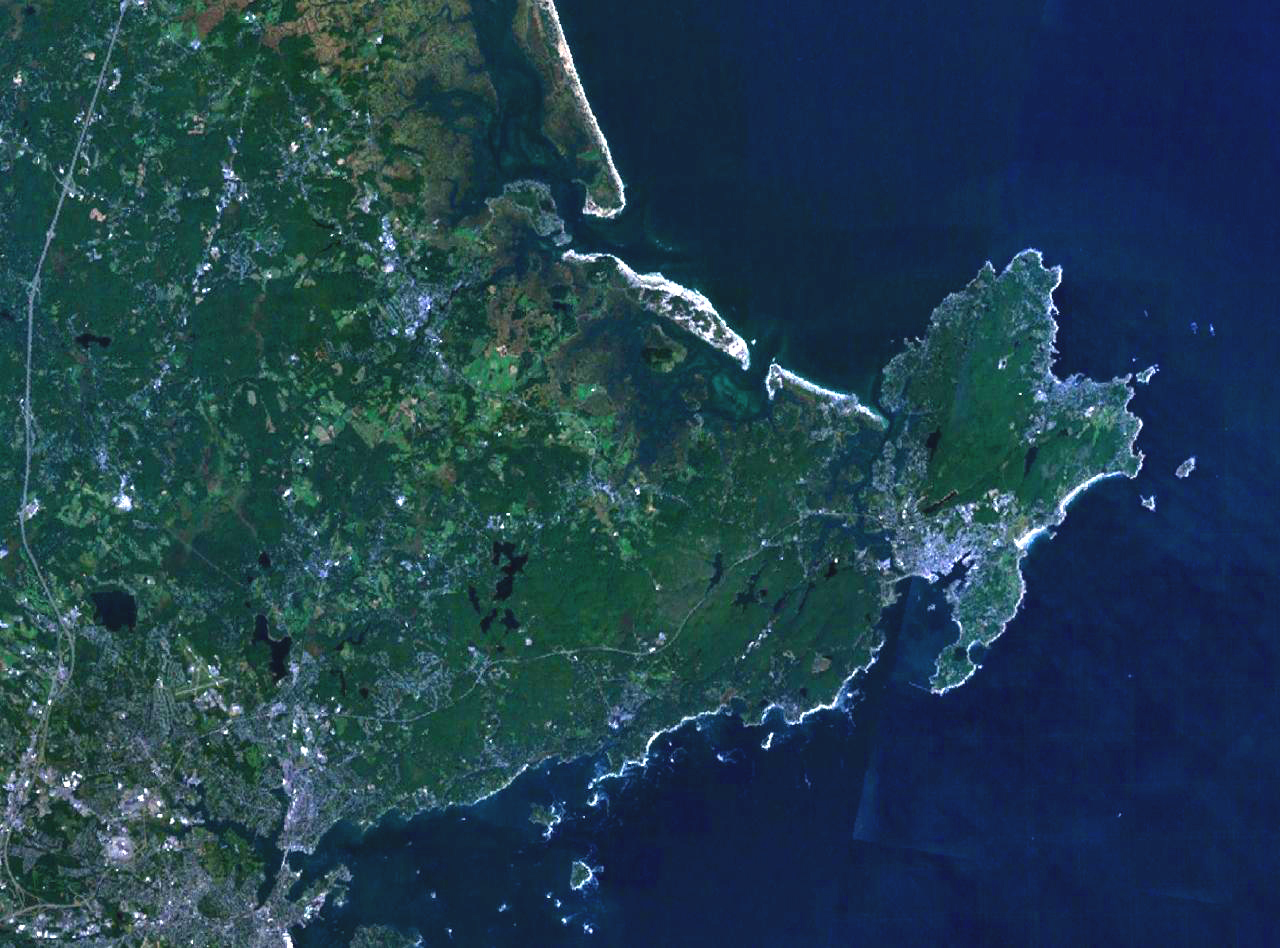
Satellitfotografi över Cape Ann

Cape Ann är en klippig udde i nordöstra Massachusetts, belägen vid Atlanten. Den ligger utanför Boston, och utgör norra kanten vid Massachusetts Bay. Vid udden ligger städerna Gloucester, Essex, Manchester-by-the-Sea och Rockport. Det omfattar också östligaste Beverly. Platsen är namngiven efter drottning Anna av Danmark.

### Fotnoter
1. ↑  Rasmus Andersen. ”The Church of Denmark and the Anglican Communion” (på engelska). Project Canterbury. http://anglicanhistory.org/lutherania/denmark.html. Läst 7 november 2015.